# Христова къща
Христовата къща (на македонска литературна норма: Ристова куќа) е къща в град Охрид, Северна Македония.
Къщата е изградена в махалата Месокастро на улица „Климентов университет“ № 37 (стар адрес „Свети Климент“ № 35). Принадлежала е на Деспина Ристова. На 1 януари 1951 година къщата е обявена за паметник на културата.